# Alue Drien (Birem Bayeun)
Alue Drien is een bestuurslaag in het regentschap Aceh Timur van de provincie Atjeh, Indonesië. Alue Drien telt 551 inwoners (volkstelling 2010).